# Alphonse Louis Nicolas Borrelly
| (99) Dike      | 28 mei 1868       |
| (110) Lydia    | 19 april 1870     |
| (117) Lomia    | 12 september 1871 |
| (120) Lachesis | 10 april 1872     |
| (146) Lucina   | 8 juni 1875       |
| (157) Dejanira | 1 december 1875   |
| (171) Ophelia  | 13 januari 1877   |
| (172) Baucis   | 5 februari 1877   |
| (173) Ino      | 1 augustus 1877   |
| (198) Ampella  | 13 juni 1879      |
| (233) Asterope | 11 mei 1883       |
| (240) Vanadis  | 27 augustus 1884  |
| (246) Asporina | 6 maart 1885      |
| (268) Adorea   | 8 juni 1887       |
| (308) Polyxo   | 31 maart 1891     |
| (322) Phaeo    | 27 november 1891  |
| (369) Aëria    | 4 juli 1893       |
| (394) Arduina  | 19 november 1894  |

Alphonse Louis Nicolas Borrelly (Roquemaure, 8 december 1842 - nabij Nîmes, 28 februari 1926) was een Frans astronoom.

## Carrière
In 1863 kreeg Borrelly een tijdelijke baan bij het observatorium van Marseille. Hij ging werken bij het observatorium Le Parc Longchamp bij Marseille. In 1974 werd hij adjunct van de directeur van het observatorium, Edouard Stéphan. In 1913 ging hij met pensioen.
Borrelly ontdekte met behup van de Foucault-telescoop 18 planetoïdes (zie tabel) en 20 kometen, waaronder de periodieke komeet 19P/Borrelly (1904). Borrelly ontdekte 5 extragalactische stelsels die tevens werden opgenomen in de New General Catalogue: NGC 2268 en NGC 2715 in het sterrenbeeld Giraffe, NGC 2300 in het sterrenbeeld Cepheus, NGC 3933 en NGC 3934 in het sterrenbeeld Leeuw.

## Eerbewijzen
De planetoïde (1539) Borrelly, ontdekt door André Patry in 1940, is naar hem vernoemd. In 2024 werd een straat naar hem genoemd in zijn geboorteplaats Roquemaure, de Esplanade Alphonse Borrelly.
In 1921 werd Borelly ridder in het Légion d'Honneur. Hij ontving verschillende prijzen:
- Prix Valz, 1903
- Prix Lalande, 1909
- Prix Jules Janssen, 1913

## Privéleven
Borrelly huwde in 1868 met Justine Adolphine Joséphine Philibert. Het echtpaar kreeg zes kinderen.